# Wangdue Phodrang
Wangdue Phodrang är en ort i Bhutan, huvudort i distriktet med samma namn.   Den ligger i den centrala delen av landet, 25 kilometer öster om huvudstaden Thimphu. Wangdue Phodrang ligger 1 273 meter över havet och antalet invånare är 7 507.